# Reifberg (Frauenau)
Reifberg ist ein Gemeindeteil der Gemeinde Frauenau im niederbayerischen Landkreis Regen.

## Lage
Das Dorf Reifberg liegt etwa einen Kilometer südwestlich von Frauenau etwas verstreut am Nordosthang des Hollerriegels in einer Höhenlage von 700 bis 800 Metern.

## Geschichte
1808 wird Reifberg als Teil des Steuerdistrikts Lindberg erwähnt, 1813 als Teil der vorgesehenen, aber nicht verwirklichten Ruralgemeinde Flanitz. Der Ort kam dann 1821 zur Gemeinde Unterfrauenau, die später in Frauenau umbenannt wurde.

## Baudenkmäler
- Dorfkapelle. Die Kapelle wurde 1854 vom damaligen Bürgermeister Mauerer erbaut und in den 1970er Jahren vom Bayerischen Wald-Verein wegen Straßenbau etwas versetzt neu errichtet.